# Tromblon (Pulsoréacteur)
Pour les articles homonymes, voir Tromblon.
Le Tromblon est un pulsoréacteur développé par la SNECMA développant 20 kg de poussée.

## Développement
Le Tromblon est un pulsoréacteur Snecma qui fonctionne sans clapet développé par Raymond Marchal vers 1950. C'est la version plus puissante de l'Escopette 3340. Il sera testé sur un planeur S.A. 103 Émouchet.